# Oryctanthus florulentus
Oryctanthus florulentus är en tvåhjärtbladig växtart som först beskrevs av Richard, och fick sitt nu gällande namn av Ignatz Urban. Oryctanthus florulentus ingår i släktet Oryctanthus och familjen Loranthaceae. Inga underarter finns listade i Catalogue of Life.